# Алькатваам (село)
 Алькатваа́м  — национальное чукотское село в Анадырском районе Чукотского автономного округа России. Образует сельское поселение Алькатваам.

## География
Расположено на берегу реки Алькатваам (с чукот. — «полноводная река»), в 22 км от посёлка Беринговский, с которым связано грунтовой дорогой.

## Топоним
Чукотское название Ыʼԓкытвээм буквально означает «твёрдый снег» (чук. ыʼл- от ыʼльыл «снег» + -кыт «твёрдый» + -вээм/-ваам «река»).
По другой версии фиксируется чукотское название Элӄэтвээм — «полноводная река».

## Экономика
В селе есть средняя школа, школа искусств, детский сад, библиотека, дом культуры, больница, почта, узел связи, магазин, пекарня.
Улицы: Гагарина, Кеулькута, Пионерская, Советская, Тегрынкеу.
Основное занятие местных жителей — оленеводство и рыболовство.
Разрабатывается проект по освоению близлежащего крупного месторождения каменного угля.

## Население
| 2002 | 2010 | 2011 | 2012 | 2013 | 2014 | 2015 |
| ---- | ---- | ---- | ---- | ---- | ---- | ---- |
| 347  | ↘299 | ↘297 | ↘287 | ↘280 | ↘267 | ↘263 |
| 2016 | 2017 | 2018 | 2021 | 2023 |      |      |
| ↘252 | ↘225 | ↘210 | ↘191 | ↘166 |      |      |